# Pick a Bigger Weapon
Pick a Bigger Weapon è il quinto album del gruppo musicale hip hop statunitense The Coup, pubblicato nel 2006.
Su Metacritic riceve un punteggio di 78/100 basato su 25 recensioni.
| Recensione       | Giudizio |
| ---------------- | -------- |
| AllMusic         | [ 1 ]    |
| RapReviews       | [ 3 ]    |
| Robert Christgau | A        |
| PopMatters       | [ 5 ]    |
| HipHopDX.com     | [ 6 ]    |
| Pitchfork        | [ 2 ]    |
| Rolling Stone    | [ 7 ]    |
| Prefix           | [ 2 ]    |
| Billboard        | [ 2 ]    |
| Q                | [ 2 ]    |

## Tracce
Testi di RJ Riley, Talib Greene (traccia 4), Tariq Trotter (traccia 4), Michael Aaberg (traccia 9), Organized Elements (traccia 17), musiche di Boots Riley (tracce 1-16), Organized Elements (traccia 17).
1. Bullets And Love (Introduction) – 1:29
2. We Are the Ones – 4:15
3. Laugh/Love/Fuck – 3:46
4. My Favorite Mutiny (featuring Viveca Hawkins Black Thought & Talib Kweli) – 4:35
5. IJustWannaLayAroundAllDayInBedWithYou – 5:16
6. Head (Of State) (featuring Kween & Lawrence "L" Wiley) – 2:48
7. ShoYoAss (featuring Reggie B) – 6:20
8. Yess' Em to Death (featuring Dawud Allah & Jordan Rode) – 1:17
9. Ass-Breath Killers (featuring Viveca Hawkins & Butch) – 3:00
10. Get That Monkey Off Your Back (featuring Alina Hubbard-Riley & Stic.man) – 3:11
11. MindFuck (A New Equation) – 4:20
12. Two Enthusiastic Thumbs Down – 1:15
13. I Love Boosters! (featuring Myron Glasper) – 3:46
14. Tiffany Hall (featuring Myron Glasper) – 4:24
15. BabyLet'sHaveABabyBeforeBushDoSomethin'Crazy (featuring Sylk E) – 4:23
16. Captain Sterling's Little Problem (featuring Lawrence "L" Wiley & Reginald Brown) – 4:32
17. The Stand (featuring Kween) – 6:38

## Classifiche
| Classifica (2006)     | Posizione massima |
| --------------------- | ----------------- |
| US Heatseekers Albums | 24                |
| US Independent Albums | 35                |